# Bundesstraße 40
De Bundesstraße 40 (ook wel B40) is een bundesstraße in Duitsland die loopt door de deelstaten Saarland, Rijnland-Palts en Hessen.
De B40 begint in Frankfurt  en loopt verder langs de steden Wiesbaden en Mainz. De B40 is ongeveer 53 km lang.

## Routebeschrijving
De B40 begint in  Frankfurt  in het verlengde van de Mainzer Landstraße. De weg  kruist  de Main en bij afrit  Kelsterbach-Ost sluit de B43 aan. De B40 sluit in de Krifteler Dreieck aan op de A66.
Vervanging
Tussen de Kriftel  Dreieck en afrit Hofheim am Taunus is de B40 vervangen door de A66.
Voortzetting
De weg begint weer bij afrit Hofheim am Taunus A66 en loopt samen met de B519, samen lopen naar  Flörsheim an Main waar de B519 weer afbuigt. De B40 kruist de A3 in Flörsheim am Main en sluit via de rondweg van Hochheim am Main bij de afrit Hochheim-Nord aan op de [[Bund]esautobahn 671|A671]].
Vervanging
Tussen de afrit Hochheim-Nord en afrit Hochheim-Süd is de B40 vervangen door de A671.
Voortzetting
Vanaf afrit Hochheim-Süd A671 loopt de B40 door de stad Wiesbaden waar ze de stadsdelen Mainz-Kostheim en Mainz-Kastel waar ze de B43 kruist  en waar de B455 aansluit. De B40 kruist de rivier de Rijn en de deelstaatgrens met Rijnlanf-Palts
Rijnland-Palts
De B40 loopt door Mainz naaet afrit Mainz-Marienborn waar de B40 overgaat in de A63.
Vervanging
Tussen afrit Mainz Marienborn en de afrit Rohrbach is de B40 vervangen door de A63 en de A6, de A6 kruist de deelstaatgrens met Saarland. 
Saarland
Tussen afrit Rohrbach en het oorspronkelijke einde in de stad Saarbrücken is de B40 vanwege haar parallelle verloop met de A6 afgewaardeerd naar L119.
Tevens is de B40 tussen Fulda en Frankfurt vervangen door de A66, ook is het oude tracé naar Landesstraßen afgewaardeerd.
B1 · B3 · B7 · B8 · B9 · B10 · B26 · B27 · B35 · B37 · B38 · B39 · B40 · B41 · B42 · B43 · B43a · B44 · B45 · B47 · B48 · B49 · B50 · B51 · B52 · B53 · B54 · B55 · B55a · B56 · B56n · B57 · B58 · B59 · B61 · B62 · B63 · B64 · B65 · B66 · B66n · B67 · B68 · B70 · B80 · B83 · B84 · B219 · B220 · B221 · B223 · B224 · B225 · B226 · B227 · B228 · B229 · B230 · B231 · B233 · B234 · B235 · B236 · B237 · B238 · B239 · B241 · B249 · B250 · B251 · B252 · B253 · B254 · B255 · B256 · B257 · B258 · B259 · B260 · B261 · B262 · B263 · B264 · B265 · B266 · B267 · B268 · B269 · B270 · B271 · B272 · B274 · B275 · B277a · B278 · B279 · B284 · B288 · B323 · B324 · B326 · B327 · B399 · B400 · B403 · B405 · B406 · B407 · B409 · B410 · B411 · B412 · B413 · B414 · B416 · B417 · B418 · B419 · B420 · B421 · B422 · B423 · B424 · B426 · B427 · B428 · B429 · B448 · B449 · B450 · B451 · B452 · B453 · B454 · B455 · B456 · B457 · B458 · B459 · B460 · B469 · B473 · B474 · B475 · B476 · B477 · B478 · B479 · B480 · B481 · B482 · B483 · B484 · B485 · B486 · B487 · B488 · B489 · B499 · B504 · B506 · B507 · B508 · B509 · B510 · B511 · B513 · B514 · B515 · B516 · B517 · B519 · B520 · B521 · B525 · B528 · B611